# 李建崇
李建崇（870年代？—953年4月4日），五代十国后唐、后晋、后汉、后周官员，潞州人。
李建崇年轻时从军，善骑射。开始事奉李克用，为铁林都将，转任突骑、飞骑二军使。跟随唐庄宗攻常山，耶律阿保机来援，庄宗率亲军千骑，在满城遭遇，兵少，被契丹所围。李建崇为亲将，与契丹格斗，自午时至申时，李嗣昭骑兵前来，契丹解围而去。同光年间，自龙武捧圣都指挥使，历任襄州、秦州、徐州、雍州都指挥使。他性情纯厚，不能巴结亲贵，所以升官很慢。李嗣源掌牙兵，与李建崇共事，即位后，任命他为磁州刺史、沁州刺史。后晋时为申州刺史。天福七年（942年）冬，襄州安从进造反，率军攻打南阳，李建崇领步骑千余屯守叶县，开封尹石重贵派遣宣徽张从恩、皇城使焦继勋率在京诸军，会同李建崇拒敌，至湖阳县花山，遭遇安从进军，李建崇接战，获胜，以功授任亳州团练使。平定襄阳，担任安州防御使。历任河阳、邢州兵马留后。后汉初年，入为右卫大将军。年过七十，神气不衰。李建崇从代北事奉李克用，至此四十余年，前后所掌兵马，麾下部曲多至节度使，零落殆尽，李建崇的官位虽没有达到藩镇，淡康健自乐，以至高寿。郭威即位，授左监门卫上将军。广顺三年二月十八戊辰日，去世。赠黔南节度使。